# くすねた銅貨
くすねた銅貨（くすねたどうか、原題：Der gestohlene Heller）は、グリム童話（Kinder und Hausmärchen）に収録されている作品(KHM 154)。一種の怪談である。

## あらすじ
ある父親が妻子と彼の友達とで夕食を食べていた。夜の12時になったとき、友達はドアから青白い顔で白いドレスを着た子供が入ってくるのがみえた。子供は真っ直ぐ隣の部屋へ入っていって、すぐ部屋から出てきて外へ出て行ってしまった。次の日もその次の日も毎日12時に同じことをするので、友達は父親にあの子供は誰かと聞いたが、父親はそんな子供を見たことがないという。ある夜、また同じように子供が入っていった部屋を友達が覗くと、子供が地面に座って、床板の間を掘っていた。そのことを母親にいうとそれは１ヵ月前に亡くなった母親の子供だと思うと言った。子供は以前母親から貰った銅貨2枚を貧しい人にあげようと思ったのだが、気が変わって自分でビスケットを買おうと思って床板の隙間に隠しておいたのだが、使う前に死んでしまったので、今もこうして家に戻ってきてお金をチェックしているらしい。そこで、彼らはその2枚の銅貨を貧しい人にあげた。それ以来、子供は家へ戻ってくることはなかった。